# Enrique Domínguez Uceta
Enrique Domínguez Uceta (Madrid, 1958) es un arquitecto y escritor español especializado en comunicación de la arquitectura y del patrimonio cultural a la sociedad.

## Trayectoria
Domínguez estudió en la Escuela Técnica Superior de Arquitectura de Madrid (ETSAM), donde se graduó como arquitecto. Desarrolla su trabajo profesional como docente en la Escuela Superior de Arquitectura de Madrid y en la Universidad Europea de Madrid. Como experto en comunicación de la arquitectura, tiene una formación y experiencia multidisciplinar como escritor y fotógrafo que ha desarrollado junto a su espíritu viajero. De esa confluencia surgen sus trabajos como arquitecto, docente y escritor enfocados a la difusión de la arquitectura. Ha viajado por todo el mundo y esas experiencias se convirtieron en libros publicados, además colabora con diferentes revistas en sus secciones de Viajes, como Geo, National Geographic (revista), Descubrir el Arte, Elle, Marie Claire, Rutas del Mundo, así como con El Mundo (España) o con el programa Paraísos Cercanos de Televisión Española. Colaborador de diferentes medios, también publica artículos sobre viajes, internacional y sociedad.
Participante y ponente en numerosos congresos internacionales en temas relacionados con la protección del Patrimonio, profesor en las Escuelas de Arquitectura de Madrid, en la Universidad Politécnica (UPM) y en la Universidad Europea (UEM), Domínguez realiza una amplia labor de difusión y defensa del patrimonio arquitectónico como Patrono de la Fundación Cultural COAM y como miembro de la Comisión para la Difusión Social de la Arquitectura del Colegio Oficial de Arquitectos de Madrid. Domínguez ha recibido numerosos premios que reconocen su labor en la difusión de la arquitectura y el patrimonio cultural, destacar el premio Nacional de Turismo Vega-Inclàn y la Medalla al Mérito Turístico, y los premios por la difusión de la arquitectura del Colegio Oficial de Arquitectos de Madrid (COAM), del Ayuntamiento de Madrid, Ciudad de Cuenca, y del Patronato de Turismo de Madrid.
Actualmente colabora con el programa de radio Gente Viajera dirigido por Esther Eiros en Onda Cero (España).
Domínguez es autor de múltiples publicaciones sobre arquitectura, fotografía, viajes, reconocido por su especialización en patrimonio cultural y arquitectura. Como docente e investigador sobre comunicación de la arquitectura a la sociedad, participa con ponencias y comunicaciones en congresos dedicados al Patrimonio y su protección como valor cultural. Fundó y dirige una agencia, In Focus Travel Press, especializada en viajes y patrimonio cultural. Entre sus libros y publicaciones sobre arquitectura moderna, destacar los  dedicados a arquitectos como Francisco Javier Sáenz de Oiza, Alvar Aalto, Manuel Gallego Jorreto, o Le Corbusier.

### Responsabilidades y cargos
Participa activamente en la defensa del patrimonio cultural con cargos de responsabilidad en diferentes instituciones. Destacar su labor como Patrono de la Fundación Cultural del Colegio Oficial de Arquitectos de Madrid (COAM) y su participación en la Comisión para la Difusión Social de la Arquitectura del COAM.

### Reconocimientos seleccionados
- 1997 Premio a la Difusión de la Arquitectura del Colegio Oficial de Arquitectos de Madrid.[8]
- Premio a la Difusión de la Arquitectura del Ayuntamiento de Madrid.
- 2019 Premio Nacional de Turismo Vega-Inclàn y la Medalla al Mérito Turístico.[3]

## Obras seleccionadas

### Artículos
- 1998 Viaje a la arquitectura de Alvar Aalto en Finlandia. Arquitectura: Revista del Colegio Oficial de Arquitectos de Madrid Nº 315, dedicado a: Alvar Aalto, págs. 63-68.[6]
- 2002 Edificio del Banco de Bilbao. ISBN: 84-7812-555-8. págs. 103-104.[9]
- 2009 El nido del dragón Shanghái, la ciudad y el evento. Arquitectura Viva, ISSN 0214-1256, Nº. 129, 2009, págs. 26-35.[10]
- 2016 Manuel Gallego Jorreto. El maestro secreto. Descubrir el arte, 1578-9047, Nº 203, 2016, págs. 47-52.[11]

### Libros
- 2007 Cuenca (España). ISBN: 978-84-03-50608-4[12]
- 2012 Praga. ISBN: 978-84-92963-87-4[13]
- 2013 100 obras maestras de la arquitectura moderna española ISBN: 978-84-9785-968-4.[14]